# Rainer Nagel

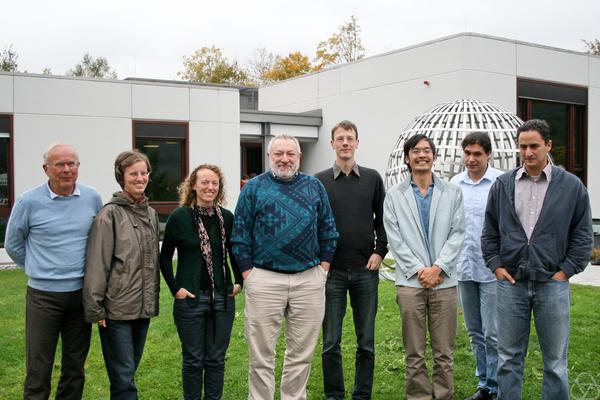
Von links: Rainer Nagel, Tanja Eisner, Tamar Ziegler, Vitaly Bergelson, Markus Haase, Terence Tao, Balint Farkas und Nikos Frantzikinakis, in der MFO-Arbeitsgruppe Ergodic Theory and Combinatorial Number Theory, 2012

Rainer Nagel (* 23. November 1940 in Horb am Neckar) ist ein deutscher Mathematiker mit dem Spezialgebiet Funktionalanalysis.

## Leben
Von 1960 bis 1967 studierte Nagel Mathematik und Physik in Tübingen, Köln, Hamburg und Paris. 1969 wurde er bei Helmut H. Schaefer an der Universität Tübingen promoviert (Idealtheorie in geordneten lokalkonvexen Vektorräumen). Von 1969 bis 1970 war er Assistant Professor an der University of Maryland, College Park. 1972 erfolgte seine Habilitation an der Universität Tübingen, an der ab 1975 Professor der Mathematik war. Von 1984 bis 1986 war Nagel Vizepräsident der Universität Tübingen, 1989/90 Dekan der Mathematischen Fakultät. Von 1993 bis 1995 war er Professor der Mathematik an der Universität Bari (Italien). 2009 wurde er emeritiert, betreut aber weiterhin Doktoranden.
Rainer Nagel ist verheiratet und hat drei Kinder.

## Forschung und Lehre
Rainer Nagels Hauptarbeitsgebiete sind
- Funktionalanalytische Methoden in der Theorie linearer partieller Differentialgleichungen (Operatorhalbgruppen) und
- Ergodentheorie in funktionalanalytischer Sicht.

Er leistete Beiträge zur qualitativen Theorie positiver (stark stetiger) Operatorhalbgruppen, welche die von H. H. Schaefer maßgeblich mitentwickelte Spektraltheorie positiver Operatoren für die Theorie
partieller Differentialgleichungen nutzbar machte, sowie auf seine Beiträge zur allgemeinen Theorie stark stetiger Operatorhalbgruppen.
Aus seinem Arbeitsbereich in Tübingen gingen bisher über 69 Doktoranden hervor.
Rainer Nagel ist oder war Herausgeber folgender Zeitschriften:
- Journal of Evolution Equations[3]
- Semigroup Forum[4] (executive editor) (bis 31. Dezember 2009)
- Positivity[5] (bis 31. Dezember 2009)
- International Journal of Dynamical Systems and Differential Equations[6]

Rainer Nagel hat eine Reihe von unkonventionellen Lehrveranstaltungen kreiert, wie das Romseminar und das Internet Seminar Evolution Equations. Seine Mathe-Sport-Seminare reflektieren seine Affinität zum Sport.

## Bücher
- als Herausgeber und Koautor, mit Wolfgang Arendt et al.: One-parameter semigroups of positive operators. Springer-Verlag, Berlin 1986, ISBN 978-3-540-16454-8.
- mit Klaus-Jochen Engel: One-parameter semigroups for linear evolution equations. Springer-Verlag, 2000, ISBN 978-0-387-98463-6.
- mit Klaus-Jochen Engel: A short course on operator semigroups. Springer-Verlag, 2006, ISBN 978-0-387-31341-2.
- mit Tanja Eisner, Bálint Farkas, Markus Haase: Operator theoretic aspects of ergodic theory. Springer, 2016, ISBN 978-3-319-16897-5.